# Damir Sapunar
Damir Sapunar (Split, 27. svibnja 1962.) je hrvatski znanstvenik i redoviti profesor Medicinskog fakulteta u Splitu. Voditelj je poslijediplomskog studija Translacijska istraživanja u biomedicine (TRIBE) i Laboratorija za istraživanje boli Medicinskog fakulteta u Splitu.

## Životopis
Rođen je u Splitu 1962. g. Diplomirao je na Medicinskom fakultetu Sveučilišta u Zagrebu 1989. g. te doktorirao je na istom Fakultetu 1996. g. Od 1991. zaposlen je na Zavodu za anatomiju, histologiju i embriologiju Medicinskog Fakulteta u Splitu. Znanstveno se usavršavao na Medical School, University of Leicester UK i Medical College of Wisconsin, Milwaukee, SAD. Sudjelovao je osnivanju fakulteta u Splitu i Mostaru. Od 1998. do 2013. bio je pročelnik Katedre za Histologiju i Embriologiju, a od 2000. do 2001. bio je prodekan za nastavu. Od 1995. do 2011. glavni je urednik elektronskog izdanja časopisa Croatian Medical Journal. Voditelj je i osnivač Laboratorija za istraživanje boli, Medicinskog fakulteta Sveučilišta u Splitu, te pokretač i direktor poslijediplomskog studija TRIBE. Područje znanstvenog interesa su mu periferni mehanizmi nastanka neuropatske boli. Objavio je više od 100 znanstvenih članaka u međunarodno indeksiranim časopisima.

## Vanjske poveznice
Damir Sapunar